# Izaak Deutscher
Izaak Deutscher (Isaac Deutscher, ur. 3 kwietnia 1907 w Chrzanowie, zm. 19 sierpnia 1967 w Rzymie) – polsko-brytyjski publicysta, historyk i aktywista marksistowski. Autor biografii Józefa Stalina i Lwa Trockiego, a także tłumacz literatury żydowskiej na język polski.

## Młodość
Urodzony w religijnej chrzanowskiej rodzinie żydowskiej, studiował literaturę, historię i filozofię na Uniwersytecie Jagiellońskim. W dzieciństwie przeszedł tradycyjną żydowską edukację, poznawał wówczas Torę i Talmud. Uznawany był za zdolnego ucznia. Jeszcze jako nastolatek stracił jednak wiarę. Został ateistą po tym, kiedy w święto Jom Kipur zjadł na grobie cadyka porcję niekoszernego jedzenia, nie wywołując tym żadnej nadprzyrodzonej reakcji. W wieku 16 lat zaczął publikować swoje wiersze, inspirowane mitologią i kulturą polską i żydowską.

## Komunista i trockista
W 1927 wstąpił do Komunistycznej Partii Polski. Poglądy marksistowskie pojawiły się u niego w czasie studiów w Warszawie, gdzie kontynuował naukę filozofii. Jako działacz KPP zajmował się redagowaniem podziemnej prasy komunistycznej. W 1931 odwiedził ZSRR, gdzie zaoferowano mu pracę profesora historii teorii marksistowskiej. Deutscher odmówił i wrócił do swojej nielegalnej pracy w Polsce.
W 1933 opublikował artykuł Niebezpieczeństwo barbarzyństwa w Europie, w którym argumentował, że konieczna jest współpraca socjaldemokratów i komunistów w walce z faszyzmem. Było to całkowicie niezgodne z ówczesną oficjalną taktyką Kominternu, który zabraniał komunistom wszelkich sojuszy z lewicą parlamentarną. Deutscher został wyrzucony z partii za sianie niepotrzebnej paniki. Wówczas zwrócił się ku studiowaniu myśli trockistowskiej, nielegalnej w Polsce i wyklętej w ZSRR. Odtąd całe życie deklarował się jako trockista, chociaż w 1938 uznał decyzję o zawiązaniu IV Międzynarodówki za przedwczesną.

## Emigracja, II wojna światowa
W 1939 wyemigrował do Londynu. Pisał do gazet polsko-żydowskich oraz działał w trockistowskiej Rewolucyjnej Lidze Robotniczej. W 1940 wstąpił do Wojska Polskiego w Szkocji, ale został internowany. Nauczył się angielskiego i w 1942 zaczął pisać do gazet brytyjskich, w tym do „The Economist”, gdzie został ekspertem ds. radzieckich, zagadnień militarnych i jej głównym korespondentem europejskim, pisał również dla „The Observer”. Jako publicysta zajmował w czasie II wojny światowej otwarcie wrogie stanowisko wobec Rządu RP na uchodźstwie i stanowiska Polski wobec ZSRR. Komentarze Deutschera deprecjonowały wizerunek II Rzeczypospolitej i wysiłek żołnierzy Polskich Sił Zbrojnych na Zachodzie wobec brytyjskiej opinii publicznej.
Pierwszą poważniejszą publikacją Deutschera była biografia Stalina (Stalin. A Political Biography), opublikowana w 1949. Książka została szybko uznana za kontrowersyjną, jako że jej celem była raczej polemika, a nie czysto akademicki wykład biograficzny. Deutscher napisał pracę z pozycji trockistowskich, chociaż w odróżnieniu od wielu przedstawicieli tego nurtu uznał rolę osobistą Stalina w wydarzeniach w ZSRR, a nie redukował go do roli „wyraziciela interesów biurokracji”. Jeszcze większy rozgłos przyniosła mu trzytomowa biografia Trockiego, złożona z tomów The Prophet Armed (1954), The Prophet Unarmed (1959) i The Prophet Outcast (1963). W swoich czasach biografia ta była pod wieloma względami przełomowa. Deutscher korzystał, za specjalną zgodą Natalii Siedowej, z zamkniętych archiwów Trockiego przechowywanych na Uniwersytecie Harvarda.

## Lata 60.
W latach 60. Deutscher często dawał odczyty na uniwersytetach Wielkiej Brytanii i USA. Wykładał głównie historię ZSRR oraz analizował przebieg zimnej wojny oraz wojny w Wietnamie. Swoje wykłady poświęcone przemianom w Związku Radzieckim wydał w ostatniej większej pracy, The Unfinished Revolution. W tym czasie jego światopogląd był bliższy marksizmowi humanistycznemu. Deutscher zawsze podkreślał inspiracje trockistowskie w swoim życiu i twórczości.
Zmarł nieoczekiwanie w Rzymie w 1967. Jego imię nosi Deutscher Memorial Prize, coroczna nagroda przyznawana najlepszej pracy akademickiej wydanej w krajach anglojęzycznych poświęconej marksizmowi lub napisanej z marksistowskiego punktu widzenia.

## Inne prace
- Soviet Trade Unions (1950)
- Russia After Stalin (1953)
- Russia, What Next? (1953)
- Heretics and renegades: and other essays (1955)
- Russia in transition, and other essays (1957)
- Great contest: Russia and the West (1960)
- Isaac Deutscher on the Israeli-Arab War: an interview with the late Isaac Deutscher (1967)
- Non-Jewish Jew and other essays (1968)
- An Open Letter to Władysław Gomułka and the Central Committee of the Polish Workers Party (1968)
- Russia, China, and the West 1953-1966 (1970)
- Marxism in our time (Edited by Tamara Deutscher) (1971)
- Marxism, Wars, and Revolutions: essays from four decades (1984)

## Pisma przełożone na język polski
- Ostatni dylemat Lenina, tłum. C. Cholewiński, Wyd. SKFM UW, Warszawa 2007
- Sumienie byłego komunisty, tłum. C. Cholewiński, Wyd. SKFM UW, Warszawa 2007
- Przesłanie nieżydowskiego Żyda, tłum. K. Majewski, Wyd. SKFM UW, Warszawa 2009
- Rok 1984. Mistycyzm okrucieństwa, tłum. nieznany, Wyd. SKFM UW, Warszawa 2010
- O wojnie arabsko-izraelskiej w 1967 r., tłum. T. Walczak, Wyd. SKFM UW, Warszawa 2010